# سرمستان (دير)
سرمستان (بالفارسية: سرمستان) هي قرية تقع في قسم آبدان الريفي (مقاطعة دير) في إيران. يقدر عدد سكانها بـ 468 نسمة بحسب إحصاء 2016.